# Bunuri mobile din domeniul artă decorativă clasate în patrimoniul cultural național al României aflate în județul Arad
Acestă listă conține bunurile mobile din domeniul artă decorativă clasate în Patrimoniul cultural național al României aflate la momentul clasării în județul Arad.

## Tezaur
| Foto | Informații generale                       | Detalii tehnice | Descriere | Deținător                  | Legături |
| ---- | ----------------------------------------- | --- | --- | -------------------------- | -------- |
|      | Ceașcă Autor: AltWien                     | Datare: Prima jumătate a secolului XIX Școală: Atelier austriac Material: porțelan modelat în tipar și maual, pictat manual și cu șablon | Formă cilindrică, îngustată la bază, cu talpa rotundă și gura ușor răsfrântă. Toarta aurită, supraînălțată în formă de volută se termină printr-o palmetă în stil Empire. În interior este aurită până la jumătate. Exteriorul are fondul bej, baza și buza aurite. Într-un medalion oval, conturat cu aur, este o scenă alegorică cu o tînără cu flori și un înger cu torță. La baza gurii se desfășoară un registru ornamental compus din medalioane rotunde alternate cu frunze de viță aurite. Marca: scutul cu albastru sub glazură.                                                             | Colecții particulare, Arad | Cimec    |
|      | Ceașcă Autor: Meissen                     | Datare: Sfârșitul secolului XVIII Școală: Atelier german Material: porțelan modelat în tipar și manual, pictat manual                    | Ceașcă de formă hemisferică, cu toarta aplicată. Decor policrom, stil rococo, două scene galante în peisaj. Bordura violet brodată cu aur. În interior, un buchet de flor policrome. Marcă: săbiile încrucișate, cu albastru, sub glazură. | Colecții particulare, Arad | Cimec    |
|      | Ceașcă Autor: AltWien                     | Datare: Prima jumătate a secolului XIX Școală: Atelier austriac Material: porțelan modelat în tipar, aurit                               | Pe o bază rotundă, corpul vasului este ușor tronconic cu un cioc evazat și toarta supraînălțată. Interiorul buzei este acoperit cu un brâu auriu. Gura este brodată cu un registru decorativ din frunzee aurii pictate pe fond auriu. Marcă: scutul cu albastru sub glazură. | Colecții particulare, Arad | Cimec    |
|      | Suport Autor: Manufactura Nove            | Datare: Primul sfert al secolului XIX Școală: Atelier italian Material: faianță turnată, pictată manual, glazurată                       | Suport în formă de consolă terminată în două volute și două palmete, verde și mov. Corpul în formă de evantai, decorat cu flori policrome. Bordura superioară este decorată cu frunze stilizate mov. Marcă: cu albastru Nove și steaua cu codiță. | Colecții particulare, Arad | Cimec    |
|      | Suport Autor: Manufactura Nove            | Datare: Primul sfert al secolului XIX Școală: Atelier italian Material: faianță turnată, pictată manual, glazurată                       | Suport în formă de consolă terminată în două volute și două palmete, verde și mov. Corpul în formă de evantai, decorat cu flori policrome. Bordura superioară este decorată cu frunze stilizate mov. Marcă: cu albastru Nove și steaua cu codiță. | Colecții particulare, Arad | Cimec    |
|      | Vas de farmacie Autor: Manufactura Faenza | Datare: Sfârșitul secolului XVII Școală: Atelier italian Material: faianță modelată manual, pictat manual, smălțuită                     | Formă cilindrică, înaltă, cu baza carenată și gura puțin evazată. Decor figural policrom (albastru, galben și negru). Într-un medalion, în formă de scut, se desfășoară o scenă narativă: un izvor țâșnește dintr-o stâncă pe al cărui țărm șade un copil cu mâinile întinse spre apă. În fundal un peisaj convențional cu dealuri. Medalionul e încadrat de volute stil rocaille, circumscrise de o panglică ondulată. Deasupra, pe o altă panglică, figurează inscripția: "Et floribus et undes" surmontată de imaginea umanizată a soarelui. La bază inscripția: "VNG: AGRIPP".                    | Colecții particulare, Arad | Cimec    |
|      | Vas de farmacie Autor: Manufactura Faenza | Datare: Sfârșitul secolului XVII Școală: Atelier italian Material: faianță modelată manual, pictat manual, smălțuită                     | Formă cilindrică, înaltă, cu baza carenată și gura puțin evazată. Decor figural policrom (albastru, galben și negru). Într-un medalion, în formă de scut, se desfășoară o scenă narativă: un izvor țâșnește dintr-o stâncă pe al cărui țărm șade un copil cu mâinile întinse spre apă. În fundal un peisaj convențional cu dealuri. Medalionul e încadrat de volute stil rocaille, circumscrise de o panglică ondulată. Deasupra, pe o altă panglică, figurează inscripția: "Et floribus et undes" surmontată de imaginea umanizată a soarelui. La bază inscripția: "CASSIAE EXTRACTAE PIO ENDEMATE". | Colecții particulare, Arad | Cimec    |
|      | Vas de farmacie Autor: Manufactura Faenza | Datare: Sfârșitul secolului XVII Școală: Atelier italian Material: faianță modelată manual, pictat manual, smălțuită                     | Formă ovoidală cu gâtul prelung și subțire. Gura este conturată cu două benzi: galben și brun. Pe gât, un vultur cu aripile desfăcute, pictat în albastru. Pe corpul vasului, în mijlocul unui semicerc deschis de o ghirlandă florală în verde, galben și albastru. Fecioara cu Pruncul în brațe este așezată pe un nor albastru. La bază, inscripția: "AGQ FARFARE", încadrată de dungi albastre. Sub ea, o bandă decorativă compusă din frunze stilizate și un medalion cu delfin, pictate în albastru.                                                                                            | Colecții particulare, Arad | Cimec    |
|      | Zaharniță                                 | Datare: Sec. XIX;2/2 Școală: Batiz Descoperit: jud. Hunedoara, Botiz Material: Faianță glazură aurită - decor pictat manual              | | Colecții particulare, Arad | Cimec    |
|      | Lăptieră                                  | Datare: Sec. XIX;2/2 Școală: Batiz Descoperit: jud. Hunedoara, Botiz Material: Faianță glazură aurie; decor pictat manual                | | Colecții particulare, Arad | Cimec    |
|      | Lăptieră                                  | Datare: Sec. XIX;2/2 Școală: Batiz Descoperit: jud. Hunedoara, Botiz Material: Faianță glazură aurie; decor pictat manual                | | Colecții particulare, Arad | Cimec    |
|      | Farfurie                                  | Datare: Sec. XVIII;1/2 Școală: Alt-Wien Descoperit: Viena, Austria Material: Porțelan, glazură albă; decor pictat manual sub glazură     | | Colecții particulare, Arad | Cimec    |
|      | Flacon                                    | Datare: Sec. XIX;1/2 Școală: Boemia Descoperit: Cehia Material: cristal tăiat, emailat, pictat cu aur                                    | | Colecții particulare, Arad | Cimec    |
|      | Pahar                                     | Datare: Sec. XIX;1/2 Școală: Boemia Descoperit: Cehia Material: cristal tăiat, emailat, pictat cu aur                                    | | Colecții particulare, Arad | Cimec    |
|      | Flacon                                    | Datare: Sec. XIX;1/2 Școală: Boemia Descoperit: Cehia Material: sticlă de Boemia; pictat manual, stratificat, tăiat, fațetat             | | Colecții particulare, Arad | Cimec    |
|      | Dulap bidermayer                          | Datare: Sec. XIX;2/2 Școală: Atelier austriac Material: lemn furniruit; intarsiat                                                        | Este un tip extrem de întâlnit în zonă. Atelierul de proveniență al acestor dulapuri, pare a fi unul important, calitatea formală a motivelor intarsiate, fiind deosebită și executată extrem de fin. | Colecții particulare, Arad | Cimec    |
|      | Dulap bidermayer                          | Datare: Sec. XIX;2/2 Școală: Atelier austriac Material: lemn furniruit; intarsiat                                                        | Este un tip extrem de întâlnit în zonă. Atelierul de proveniență al acestor dulapuri pare a fi unul important, calitatea formală a motivelor intarsiate, fiind deosebită și executată extrem de fin. | Colecții particulare, Arad | Cimec    |

## Fond
| Foto | Informații generale           | Detalii tehnice | Descriere | Deținător                  | Legături |
| ---- | ----------------------------- | --- | --- | -------------------------- | -------- |
|      | Oglindă Autor: Monte, Capo di | Datare: A doua jumătate a secolului XVIII Școală: Atelier italian Material: porțelan modelat în tipar și manual, pictat manual                 | Registrul decorativ al ramei este compus din elemente rococo și rocaiile, trandafiri cu frunze și volute pictate policrom. Coronamentul este compus din palmete și frunze stilizate pictate policrom și parțial aurite. | Colecții particulare, Arad | Cimec    |
|      | Masă                          | Datare: A doua jumătate a secolului XVIII Școală: Atelier francez Material: lemn sculptat, poleit, marmură                                     | Masă consolă, cu fusta decorată cu panouri rectangulare albe. În panoul central este aplicată o compoziție: tortă, scut, săgeată, panglică, vrej, poleite. În panourile laterale sunt vrejuri poleite, iar pe colțuri câte o rozetă poleită. Picioarele drepte, poleite, au în partea de sus o palmetă descendentă. Sunt legate prin traverse curbate, tangente, cu o urnă în punctul de atingere. | Colecții particulare, Arad | Cimec    |
|      | Dulap                         | Datare: Mijlocul secolului XVIII Școală: Atelier austriac Material: lemn furniruit, aplicații de metal                                         | Tabernacol format din două corpuri. Corpul de jos are trei sertare, iar cel de sus - montat pe primul - nouă sertare dispuse câte patru lateral și unul central. Deasupra acestui ultim sertar este o nișă prevăzută cu ușiță. Sus, stânga-dreapta, souă sertărașe. Motivul central, plat, are un fronton curbat, supraînălțat, fancat de motive curbate, terminate în volute. Furnir de nuc. | Colecții particulare, Arad | Cimec    |
|      | Masă                          | Datare: Începutul secolului XVIII Școală: Atelier francez (?) Material: lemn lăcuit cu intarsii din baga și alamă, catifea                     | Masă stil Boulle în maniera "pe prima față". Masă pentru joc de cărți cu tăblie rabatabilă, sertar. Decorul constă din intarsii prețioase, metalice și baga, figurând un "entrelaque". Picioarele sunt puțin curbate, cu aplicații din metal turnat și cizelat. | Colecții particulare, Arad | Cimec    |
|      | Dulap                         | Datare: Începutul secolului XIX Școală: Posibil atelier flamand Material: lemn, furnir, sculptură, strunjire, intarsie                         | Dulap cu o ușă flancată de două colonete strunjite care se termină în partea de sus cu un capitel corintic, iar în partea de jos este sculptat câte un cap uman. Ușa este intarsiată cu motive fitomorfe. Deasupra și dedesubtul ei sunt două cartușe dreptunghiulare decorate cu aceeași intarsie. | Colecții particulare, Arad | Cimec    |
|      | Dulap                         | Datare: Începutul secolului XIX Școală: Posibil atelier flamand Material: lemn, furnir, sculptură, strunjire, intarsie                         | Dulap cu o ușă flancată de două colonete strunjite care se termină în partea de sus cu un capitel corintic, iar în partea de jos este sculptat câte un cap uman. Ușa este intarsiată cu motive fitomorfe. Deasupra și dedesubtul ei sunt două cartușe dreptunghiulare decorate cu aceeași intarsie. | Colecții particulare, Arad | Cimec    |
|      | Ceașcă Autor: AltWien         | Datare: Începutul secolului XIX Școală: Atelier austriac Material: porțelan modelat în tipar, decalcomanie cu intervenții de pictură, glazurat | Formă cilindrică cu toartă aplicată conturată cu aur. Decorată cu un peisaj rural, în sepia, un registru roșu carmin delimitat printr-o bandă aurie de alt registru pictat cu săgeți și lujeri aurii. Marca: scutul cu albastru sub glazură. | Colecții particulare, Arad | Cimec    |
|      | Canapea                       | Datare: Începutul secolului XIX Școală: Atelier rusesc Material: lemn sculptat, poleit, vopsit, tapiserie                                      | Canapea vopsită în alb cu tapiserie în dungi, ornamente poleite în stilul Empire. La spătar, grifoni afrontați flancând un "pom al vieții". Brațele în forma unor păsări stilizate. Spătarul, în partea de sus, este decorat cu motiv grec. | Colecții particulare, Arad | Cimec    |
|      | Fotoliu                       | Datare: Începutul secolului XIX Școală: Atelier rusesc Material: lemn sculptat, poleit, vopsit, tapiserie                                      | Lemn vopsit în alb cu tapiserie în dungi, ornamente poleite în stilul Empire. La spătar, grifoni afrontați flancând un "pom al vieții". Brațele în forma unor păsări stilizate. Spătarul, în partea de sus, este decorat cu motiv grec. | Colecții particulare, Arad | Cimec    |
|      | Fotoliu                       | Datare: Începutul secolului XIX Școală: Atelier rusesc Material: lemn sculptat, poleit, vopsit, tapiserie                                      | Lemn vopsit în alb cu tapiserie în dungi, ornamente poleite în stilul Empire. La spătar, grifoni afrontați flancând un "pom al vieții". Brațele în forma unor păsări stilizate. Spătarul, în partea de sus, este decorat cu motiv grec. | Colecții particulare, Arad | Cimec    |
|      | Scaun                         | Datare: Începutul secolului XIX Școală: Atelier rusesc Material: lemn sculptat, poleit, vopsit, tapiserie                                      | Lemn vopsit în alb cu tapiserie în dungi, ornamente poleite în stilul Empire. La spătar, grifoni afrontați flancând un "pom al vieții". Brațele în forma unor păsări stilizate. Spătarul, în partea de sus, este decorat cu motiv grec. | Colecții particulare, Arad | Cimec    |
|      | Scaun                         | Datare: Începutul secolului XIX Școală: Atelier rusesc Material: lemn sculptat, poleit, vopsit, tapiserie                                      | Lemn vopsit în alb cu tapiserie în dungi, ornamente poleite în stilul Empire. La spătar, grifoni afrontați flancând un "pom al vieții". Brațele în forma unor păsări stilizate. Spătarul, în partea de sus, este decorat cu motiv grec. | Colecții particulare, Arad | Cimec    |
|      | Masă                          | Datare: Începutul secolului XIX Școală: Atelier rusesc Material: lemn sculptat, poleit, vopsit, tapiserie                                      | Masă rotundă din lemn vopsit în alb, ornamente poleite specifice stilului Empire. Blatul are margine decorată cu motive geometrice, se sprijină pe un stâlp lărgit spre trei puncte de sprijin, decorate cu trei grifoni sculptați. | Colecții particulare, Arad | Cimec    |
|      | Farfurie                      | Datare: Prima jumătate a secolului XIX Școală: Atelier austriac Material: porțelan modelat la roată, pictată manual și decalcomanie            | Farfurie de formă rotundă. Marginea decorată cu o amplă bordură în stil Empire. În centrul aurit al farfuriei este pictată o scenă mitologică, după Rubens (trei satyri și două nimfe). Inscripție pe verso cu roșu peste glazură: "Satyre u.Nymphen n. Rubens". Marcă: scutul cu albastru sub glazură. | Colecții particulare, Arad | Cimec    |
|      | Farfurie                      | Datare: Prima jumătate a secolului XIX Școală: Atelier austriac Material: porțelan modelat la roată, pictată manual și decalcomanie            | Farfurie de formă rotundă. Marginea decorată cu o amplă bordură în stil Empire. În centrul aurit al farfuriei este pictată o scenă mitologică, după Rubens (trei satyri și două nimfe). Inscripție pe verso cu roșu peste glazură: "Satyre u.Nymphen n. Rubens". Marcă: scutul cu albastru sub glazură. | Colecții particulare, Arad | Cimec    |
|      | Ceașcă Autor: AltWien         | Datare: Prima jumătate a secolului XIX Școală: Atelier austriac Material: porțelan modelat în tipar, pictată manual, aurit, glazurat           | Formă hemisferică, joasă și foarte evazată, cu toarta în formă de buclă aurită pe exterior. Interiorul este aurit, iar fundul este decorat cu o ghirlandă din lauri și în centru o rozetp fitomorfă, stilizată în stil Empire. La exterior, o ghirlandă de flori policrome suprapuse de o panglică aurie ondulată, la bază prezintă o bandă aurie. Marcă: scutul cu albastru sub glazură. | Colecții particulare, Arad | Cimec    |
|      | Farfurie Autor: AltWien       | Datare: Prima jumătate a secolului XIX Școală: Atelier austriac Material: porțelan pictat manual                                               | Farfurie de formă rotundă cu marginea ridicată. La exterior, în jurul bazei și al marginii sunt trase linii aurii. Decorul interior: pe fond alb, o ghirlandă amplă de flori policrome suprapuse pe o panglică aurie care șerpuiește. Pe fundul farfurioarei, un medalion rotund, auriu, dintr-o ghirlandă de lauri și un arabesc fitomorf foarte stilizat, în stil Empire. Marcă: scutul cu albastru sub glazură. | Colecții particulare, Arad | Cimec    |
|      | Ceașcă Autor: AltWien         | Datare: Prima jumătate a secolului XIX Școală: Atelier austriac Material: porțelan modelat în tipar, pictat manual și cu șablonul              | Formă cilindrică, cu buza ușor evazată și talpa profilată. Toarta aplicată, supraînălțată, aurită. Interiorul aurit. Exteriorul decorat cu linii mov și verde, care delimitează un câmp alb pictat cu linii roșii în zig-zag. Pe suprafață sunt dispuse mănunchiuri de trandafiri aurii. Marcă: scutul cu albastru sub glazură. | Colecții particulare, Arad | Cimec    |
|      | Farfurioară Autor: AltWien    | Datare: Prima jumătate a secolului XIX Școală: Atelier austriac Material: porțelan modelat în tipar, pictat manual și cu șablonul              | Formă cilindrică, cu marginea ușor înălțată. Este decorată cu linii mov și verzi, care delimitează un câmp alb pictat cu linii roșii în zig-zag. Pe suprafață sunt dispuse mănunchiuri de trandafiri aurii. Marcă: scutul presat sub glazură. | Colecții particulare, Arad | Cimec    |
|      | Ceașcă Autor: AltWien         | Datare: Prima jumătate a secolului XIX Școală: Atelier austriac Material: porțelan biscuit modelat în tipar și manual, aurit                   | Formă cilindrică, cu buza ușor evazată. Toarta aplicată, aurită, sub forma unui vrej terminat cu o floare. Intreriorul și exteriorul sunt aurite. La exterior, decor din biscuit alb, frunze și flori de lotus stilizate. Marcă: scutul cu albastru sub glazură. | Colecții particulare, Arad | Cimec    |
|      | Farfurioară Autor: AltWien    | Datare: Prima jumătate a secolului XIX Școală: Atelier austriac Material: porțelan modelat în tipar, glazurat, aurit                           | Farfurie de formă rotundă, cu întreaga suprafață aurită. Pe bordură se desfășoară o bandă decorativă în relief, cu flori și frunze de mușețel, albe și glazurate. Pe spate, farfuria prezintă, în jurul bazei și la marginea bordurii, două cercuri aurite. Marcă: scutul cu albastru sub glazură. | Colecții particulare, Arad | Cimec    |
|      | Ceașcă Autor: AltWien         | Datare: Prima jumătate a secolului XIX Școală: Atelier austriac Material: porțelan modelat în tipar, decalcomanie, pictat cu șablon            | Formă cilindrică, cu buza ușor evazată, cu toarta aurită, sub forma unui șarpe, în interior, parțial aurit. Exteriorul este albastru, decorat cu frunze de palmier și viță de vie stilizate și aurite și un medalion oval, încercuit cu aur, în care este pictată o tânără care poartă pe umeri un copil cu steguleț. Marcă: scutul cu albastru sub glazură. | Colecții particulare, Arad | Cimec    |
|      | Ceașcă Autor: AltWien         | Datare: Prima jumătate a secolului XIX Școală: Atelier austriac Material: porțelan modelat în tipar, pictat manual, glazurat                   | Formă cilindrică, cu toarta aplicată, în formă de meandru "a la greque" terminată printr-o palmetă în relief, aurită. Pe fond ivoire, cu sepia pictată o scenă alegorică (ofrandă la altarul zeiței iubirii). În jurul buzei, o bordură cu motive stilizate, aurii. Inscripție cu negru: "le sentiment". Marcă: scutul cu albastru sub glazură. | Colecții particulare, Arad | Cimec    |
|      | Ceașcă Autor: AltWien         | Datare: Prima jumătate a secolului XIX Școală: Atelier austriac Material: porțelan modelat în tipar, pictat manual, glazurat                   | Formă rotundă cu marginea ridicată. Pe fond ivoire este pictată în sepia o scenă de vânătoare (un câine și o prepeliță). Pe marginea buzei, în interior, e dispusă o bordură de palmete aurite, stilizate. Inscripție cu negru: "la fidelite". Marcă: scutul cu albastru sub glazură. | Colecții particulare, Arad | Cimec    |
|      | Ceașcă Autor: AltWien         | Datare: Prima jumătate a secolului XIX Școală: Atelier austriac Material: porțelan modelat în tipar, pictat manual, aurit                      | Formă cilindrică, parțial aurită pe interior, cu buza evazată și talpa profilată. Toarta realizată plastic, prinsă de corpul ceștii printr-un mascaron în relief și aurit. Registrul decorativ principal este compus dintr-un peisaj de iarnă cu personaje. Marcă: scutul presat sub glazură. | Colecții particulare, Arad | Cimec    |
|      | Ceașcă Autor: AltWien         | Datare: Prima jumătate a secolului XIX Școală: Atelier austriac Material: porțelan modelat în tipar, pictat manual, glazurat                   | Forma unei corole de floare stilizată, cu petalele ușor reliefate și nervurate, pictate cu violet și verde. Nervurile sunt conturate cu aur. Marginea ondulată. Interiorul este în întregime aurit. Marcă: scutul sub glazură cu albastru. | Colecții particulare, Arad | Cimec    |
|      | Ceașcă Autor: AltWien         | Datare: Prima jumătate a secolului XIX Școală: Atelier austriac Material: porțelan modelat în tipar, pictat manual, glazurat                   | Formă cilindrică, toarta aplicată, în formă de volută, aurită pe exterior. Buza este conturată cu aur, iar pe interior este o bordură care desfășoară o ghirlandă de frunze de viță de vie. Exteriorul este pictat, în întregime, cu o scenă de gen flamandă, inspirată de maniera lui David Teniers. Marcă: scutul cu albastru sub glazură. | Colecții particulare, Arad | Cimec    |
|      | Ceașcă Autor: AltWien         | Datare: Prima jumătate a secolului XIX Școală: Atelier austriac Material: porțelan modelat în tipar, pictat manual, glazurat, aurit            | Buza ușor evazată, decorată în interior cu o bandă aurită. Toarta supraînălțată, aurită. Corpul ceștii este decorat cu un peisaj romantic cu ruine. Marcă: scutul cu albastru sub glazură. | Colecții particulare, Arad | Cimec    |
|      | Tapiserie                     | Datare: Sec. XVIII Școală: Atelier flamand | Peisaj cu animale. În fundal un castel. Bordura din flori în ghirlandă. | Colecții particulare, Arad | Cimec    |
|      | Tapiserie                     | Datare: Sec. XVIII Școală: Atelier flamand (?)                                                                                                 | Scenă biblică. Regina din Saba. | Colecții particulare, Arad | Cimec    |
|      | Farfurioară Autor: AltWien    | Datare: Prima jumătate a secolului XIX Școală: Atelier austriac Material: porțelan modelat în tipar, pictat manual și cu șablonul              | Formă circulară, motive decorative florale (margarete albastre și violete). În centru o rozetă stilizată din aur pe fond alb. Marcă: scutul cu albastru sub glazură. | Colecții particulare, Arad | Cimec    |
|      | Ceașcă Autor: AltWien         | Datare: Prima jumătate a secolului XIX Școală: Atelier austriac Material: porțelan modelat în tipar, pictat manual și cu șablonul              | Formă cilindrică, decor floral (margarete albstre și violete) pe fond alb. Marcă: scutul cu albastru sub glazură. | Colecții particulare, Arad | Cimec    |
|      | Ceașcă Autor: AltWien         | Datare: Prima jumătate a secolului XIX Școală: Atelier austriac Material: porțelan modelat cu roata, decalcomaniat, glazurat                   | Formă hemisferică pe o bază ușor profilată. Fără toartă. Fond alb pe care sunt dispuse elemente florale policrome. Marcă: scutul cu albastru sub glazură. | Colecții particulare, Arad | Cimec    |
|      | Ceașcă Autor: AltWien         | Datare: Prima jumătate a secolului XIX Școală: Atelier austriac Material: porțelan modelat cu roata, decalcomaniat, glazurat                   | Formă rotundă, marginea ușor înălțată. Fond alb pictat cu flori policrome. Marcă: scutul cu albastru sub glazură. | Colecții particulare, Arad | Cimec    |
|      | Ceașcă Autor: AltWien         | Datare: Prima jumătate a secolului XIX Școală: Atelier austriac Material: porțelan modelat în tipar, pictat manual                             | Formă înaltă, toartă sub formă de șarpe. În interior este decorată cu un amplu registru aurit și cu o bordură în care alternează romburi mici cu ghirlande de frunze aurii. La exterior, pe un fond verzui sunt două cartușe dreptunghiulare cu fond auriu și pictate figurativ policrom. Marcă: scutul cu albastru sub glazură. | Colecții particulare, Arad | Cimec    |
|      | Pot-purri Autor: AltWien      | Datare: Prima jumătate a secolului XIX Școală: Atelier austriac Material: porțelan modelat în tipar, pictat manual, glazurat                   | Falcon format din două părți: recipientul de ardere și capacul vasului. Reprezintă o femeie în costum de epocă, cu rochie de culoare violet, cu volănașe la mâneci. Pe umeri poartă un șal roz, prins cu o broșă. Femeia este așezată pe un scaun cu picioarele în formă capete de berbec și își sprijină picioarele pe o pernă albastru cobalt. Personajul ține în brațe un cățel, așezat pe o pernă verde. Capacul are două orificii practicate în peruca figurinei și unul în scaunul pe care stă femeia. Ansamblul este accentuat cu decor auriu. Marca: scutul imprimat. | Colecții particulare, Arad | Cimec    |